# Альбрехтсбергер, Иоганн Георг
Иога́нн Гео́рг А́льбрехтсбергер (нем. Johann Georg Albrechtsberger; 3 февраля 1736, Клостернойбург — 7 марта 1809, Вена) — австрийский композитор, органист, музыковед и музыкальный педагог.

## Биография
Иоганн Георг Альбрехтсбергер родился 3 февраля 1736 года в Клостернойбурге. С 1749 года пел в хоре знаменитого Мелькского монастыря. 
В 1753 году отправился в Вену для изучения философии у иезуитов; здесь подружился с Михаэлем Гайдном, через которого познакомился и с Йозефом Гайдном. В 1755—1757 гг. органист в Раабе, затем в городке Мариа-Таферль, с 1759 г. непосредственно в Мельке, в 1766—1768 гг. вновь в Раабе. В дальнейшем работал в Вене, в 1770 г. органист Собора Святого Стефана, в 1771 г. регент монастыря кармелиток в Дёблинге, с 1772 г. второй органист венского императорского двора. Альбрехтсбергер сочинял также музыку для частного музицирования при дворе (император Иосиф II играл на виолончели). В 1793 г. Альбрехтсбергер сменил Леопольда Гофмана на посту капельмейстера Собора Святого Стефана и занимал этот пост до конца своих дней.
Среди учеников Альбрехтсбергера в разное время были такие выдающиеся музыканты, как Иоганн Непомук Гуммель, Карл Черни, Игнац Мошелес, а также Венцель Галенберг, Фердинанд Рис, братья Пиксис, Франц Ксавер Гебель и многие другие; у него учился и Людвиг ван Бетховен (прежде всего, контрапункту), про которого Альбрехтсбергер однажды в сердцах заметил, что тот не может сделать ничего как следует (нем. [Er wird] … nie was Ordentliches machen).
Обширное композиторское наследие Альбрехтсбергера почти поровну разделяется на церковные и светские сочинения. По мнению музыковеда Ю. Бочарова, «искусство Альбрехтсбергера демонстрирует уникальный пример органичного синтеза стиля венского классицизма со многими традициями музыкального барокко».
В 1765 году Альбрехтсбергер написал семь концертов для варгана, мандоры и струнных инструментов. Три из этих концертов были найдены в Будапеште и впоследствии получили широкую известность. Альбрехтсбергер, трактуя мелодии и ритмику австрийской народной музыки в современной ему светской манере, создал выдающиеся и необычные по звучанию музыкальные произведения.
В педагогическом наследии Альбрехтсбергера основное место занимает учебник «Фундаментальное руководство по композиции...» (нем. Gründliche Anweisung zur Composition mit deutlichen und ausführlichen Exempeln, zum Selbstunterrichte, erläutert; und mit einem Anhange: Von der Beschaffenheit und Anwendung aller jetzt üblichen musikalischen Instrumente; Лейпциг, 1790). Альбрехтсбергер наравне с Ауманом был одним из любимых композиторов Антона Брукнера. Полное собрание трудов Альбрехтсбергера по гармонии и композиции было выпущено в 1837 году.
Изображён на австрийской почтовой марке 1986 года.